# Jack Buckley (cầu thủ bóng đá Anh)
John William Buckley (24 tháng 11 năm 1903 – 13 tháng 4 năm 1985) là một cầu thủ bóng đá người Anh có 349 lần ra sân ở Football League thi đấu cho Doncaster Rovers và Lincoln City. Sau đó ông chuyển đến bóng đá non-league với Grantham, và đoạt vị trí á quân tại Midland League mùa giải 1936–37. Ông thi đấu ở vị trí hậu vệ phải.